# متنزه كلاركنس فاهنوستوك الحكومي
متنزّه كلاركنس فاهنوستوك الحكومي التذكاري، والمعروف أيضًا باسم متنزّه فاهنوستوك الحكومي هو متنزّه حكومي يقع في مقاطعتي بوتنام ودوتشيس في نيويورك. يحتوي المتنزّه على مسارات للمشي وشاطئ على بحيرة كانوب وصيد الأسماك في أربع برك وبحيرتين. يقع معظم المتنزّه في مقاطعة بوتنام الشمالية بين باركواي تاكونيك ستيت وطريق الولايات المتحدة 9.
خلال فصل الشتاء، يعمل جزء من المتنزّه فاهنوستوري وينتر . يضم المتنزّه أيضًا مركزًا بيئيًا يُعرف باسم مركز تاكونيك التعليمي في الهواء الطلق .

## تاريخ
تم إنشاء المتنزّه من خلال تبرع بنحو 2400 فدان في عام1929من قبل الدكتور إرنست فاهنستوك كذكرى لأخيه كلارنس،الذي توفي في وباء الإنفلونزا بعد الحرب العالمية الأولى وهو يعالج المرضى المصابين بهذا المرض.

## وصف

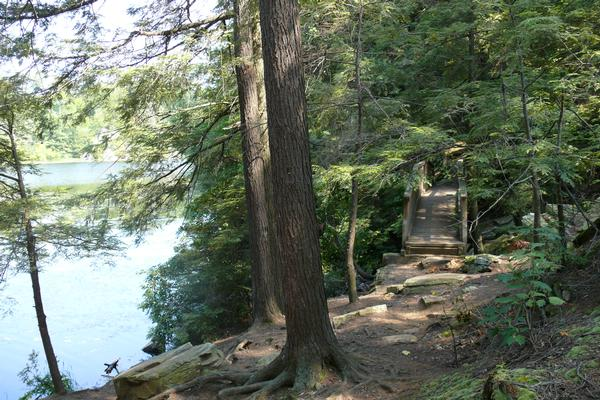
بيلتون بوند داخل المتنزّه

يشمل متنزّه كلاركنس فاهنوستوك الحكومي شاطئًا وطاولات نزهة مع أجنحة وملعبًا وبرامج ترفيهية ومسارًا طبيعيًا وركوب الدراجات والمشي لمسافات طويلة ومسارًا للجام وصيد الديك الرومي الموسمي والغزلان وصيد الأسماك وصيد الأسماك على الجليد ومخيمًا مع مواقع الخيام والمقطورات،إطلاق قارب مع تأجير قوارب وامتياز ومطاعم.
تشكل غابات المتنزّه جزءًا من المنطقة البيئية للغابات الساحلية الشمالية الشرقية.

### متنزّه فاهناستوك وينتر
يوجد داخل متنزّه كلاركنس فاهنوستوك الحكومي متنزّه فاهنوستوري وينتر والذي يفتح من ديسمبر حتى مارس،حسب الظروف.يوفر المتنزّه الشتوي التزلج (المترو فقط) والتزلج الريفي على الثلج والمشي بالأحذية الثلجية وبرامج الترفيه والمسار الطبيعي. تتوفر خدمات تأجير المعدات والدروس امتياز و مطاعم.

## روابط خارجية
- متنزهات ولاية نيويورك: متنزه ولاية كلارنس فهناستوك
- متنزهات ولاية نيويورك: Fahnestock Winter Park
- متنزهات ولاية نيويورك: مركز Taconic Outdoor Education
- مؤتمر نيويورك ونيوجيرسي تريل: متنزه كلارنس فاهنوستوك التذكاري